# Alyson Kiperman
Alyson Suzanne Kiperman  (Los Ángeles, California, 16 de marzo de 1977) es una actriz estadounidense conocida por su papel de teniente Taylor Earhardt / Power Ranger Amarillo (Águila) en la serie de televisión de 2002 Power Rangers Wild Force  .
Además de su papel en Power Rangers: Wild Force , también ha trabajado en varios programas tales como Undressed, Caroline in the City  y The Division.
Alyson mide 1'74 metros. Es de ascendencia rusa alemana e irlandesa. Alyson tiene dos hermanastros: una hermana mayor, Melissa Linn, y un hermano mayor, Chris Kiperman, quien también trabajó en el negocio del cine es ahora agente de libertad bajo fianza en Los Ángeles. Se casó con Gary Sullivan en 2006 y ahora utiliza Alyson Sullivan como su nombre artístico

## Filmografía

### Películas
- Hell Ride  (2008) .... Gigi
- "Intermission" (2004 ).... cortometraje
- "Penis disorders" (1999)
- Mi Cita Perfecta  (1990) .... Fawn[3]

### Televisión
- "Strong Medicine" (2003) .... Invitado estrella
- Power Rangers Wild Force  (2002) Serie de TV .... Earhardt teniente Taylor / Power Ranger Amarillo Fuerza Salvaje(águila)
  - La Llegada de los Osos (2002) .... La madre de Taylor
- The Division
  - Shelby (2002) .... Shelby Ollman
- Jack y Jill
  - California Dreamin '(2001)
- Undressed  (1999) Serie de TV .... Janice (2000: 3 ª temporada)
- Los líos de Caroline
  - Caroline y el gigoló (1997) .... Alicia
  - Caroline y la Exposición de Arte Gay (1995) .... Alicia
- "The Bold and the Beautiful" (1995) .... Sandy
- Los Torkelsons
  - No juro por la Luna (1992) .... Dreama
  - Un americano casi en París (1991) .... Dreama
  - El cotillón (1991) .... Dreama
- Los juicios de Rosie O'Neill
  - El Violador (1990)[3]